# Thái Phong
Hậu Cao Câu Ly (tiếng Hàn: 후고구려; Hanja: 後高句麗; Romaja: Hu Goguryeo; McCune–Reischauer: Hu Koguryŏ) thành lập năm 901 và bị lật đổ năm 918. Hậu Cao Câu Ly cùng với Hậu Bách Tế, Tân La tạo thành Hậu Tam Quốc ở bán đảo Triều Tiên.

## Lịch sử
Người thành lập Hậu Cao Câu Ly là Cung Duệ (弓裔, 궁예, Kung Ye). Cung Duệ cũng là vị vua duy nhất của nhà Hậu Cao Câu Ly.
Năm 892, Cung Duệ tham gia vào quân khởi nghĩa của Lương Cát. Nhưng sau đó Cung Duệ lật đổ Lương Cát và trở thành người lãnh đạo lực lượng của Lương. Ông ban đầu tự nhận mình là con nuôi của Cảnh Văn Vương - vua nhà Tân La. Song đến năm 901 thì Cung Duệ quyết định tự lập nước riêng với tên Cao Câu Ly nhằm tỏ ý khôi phục nhà Cao Câu Ly (sử gọi là Hậu Cao Câu Ly), đồng thời lập kinh đô ở Khai Thành, tổ chức quan chế riêng. Đến năm 904, thì lại đổi tên nước thành Ma Chấn (摩震, 마진, Majin). Năm 911, lại đổi tên nước thành Thái Phong (泰封, 태봉, T'aebong) và dời đô về Thiết Viên.
Trong giao tranh với Tân La và Hậu Bách Tế, nhà Hậu Cao Câu Ly giành ưu thế, nên Cung Duệ rất tự đắc và tự xưng mình là Di Lặc Bồ Tát. Cung Duệ huy động sức dân xây cung điện, trù ghét nhân tài; ông thẳng tay giết hại những người chống đối mình - kể cả vợ và hai con của ông - nên lòng người không phục. Năm 918, bốn thuộc hạ của Cung Duệ là Hồng Nho (홍유, 洪儒, Hong Yu), Bùi Huyền Khánh (배현경, 裵玄慶, Pae Hyŏnkyŏng), Thân Sùng Khiêm (신숭겸, 申崇謙, Sin Sungkyŏm) và Bốc Trí Khiêm (복지겸, 卜智謙, Pok Chikyŏm) làm binh biến, phế truất và sát hại Cung Duệ, rồi đưa Vương Kiến lên làm vua, lập ra triều đại Cao Ly. Nhà Hậu Cao Câu Ly diệt vong.
Quốc gia Hậu Cao Câu Ly đã để lại nhiều ảnh hưởng về văn hóa cho kẻ kế thừa nó, Cao Ly. Cung Duệ vốn là một nhà sư có thế lực, vì vậy ông khuyến khích phát triển Phật giáo và có nhiều thay đổi về phong cách lễ nghi Phật giáo, bao gồm Bát Quan Hội (p'alkwanhoe,팔관회, 八關會) và Thạch Đăng Lung (sŏktŭngrong, 석등롱, 石燈籠). Những thay đổi đó vẫn tồn tại ngay cả sau khi Cung Duệ bị phế truất và triều đại Hậu Cao Câu Ly diệt vong.